# Hans Pfitzner
Hans Pfitzner, född den 5 maj 1869 i Moskva, död den 22 maj 1949 i Salzburg, var en tysk tonsättare. 

## Verksamhet
Hans Pfitzners musik var i konservativ romantisk stil och han som person var mycket fientligt inställd till allt nytt, inklusive modern/samtida musik - bland annat i polemikskrifter mot bland annat Ferruccio Busoni och Arnold Schönberg. Under 1919–1920 var han ledare för Münchens Filharmoniska Orkester. Pfitzner är mest känd för sina sånger och operan Palestrina, som använder senmedeltida polyfoni och med vissa stilistiska likheter med Mästersångarna i Nürnberg.
I augusti 1934 publicerades ett upprop formulerat av Joseph Goebbels i NSDAP:s partiorgan Völkischer Beobachter. I korthet handlade detta om att offentligt visa Führern sin trohet. Det var undertecknat av namnkunniga författare, bildkonstnärer, konsthistoriker, arkitekter, skådespelare, musiker och tonsättare. Bland dem fanns Hans Pfitzner. Mot slutet av andra världskriget återfanns Pfitzner på propagandaministeriets lista över "gudabenådade" kulturskapare, den så kallade Gottbegnadeten-Liste, vilket skänkte honom ett extra skydd av staten och befriade honom från allt deltagande i militär verksamhet.
Från 1936 tillhörde han Reichskulturkammer, det högsta beslutande organet för all kultur i Nazityskland. Som tonsättare var han för många nationalsocialister en förebild. 

## Verk

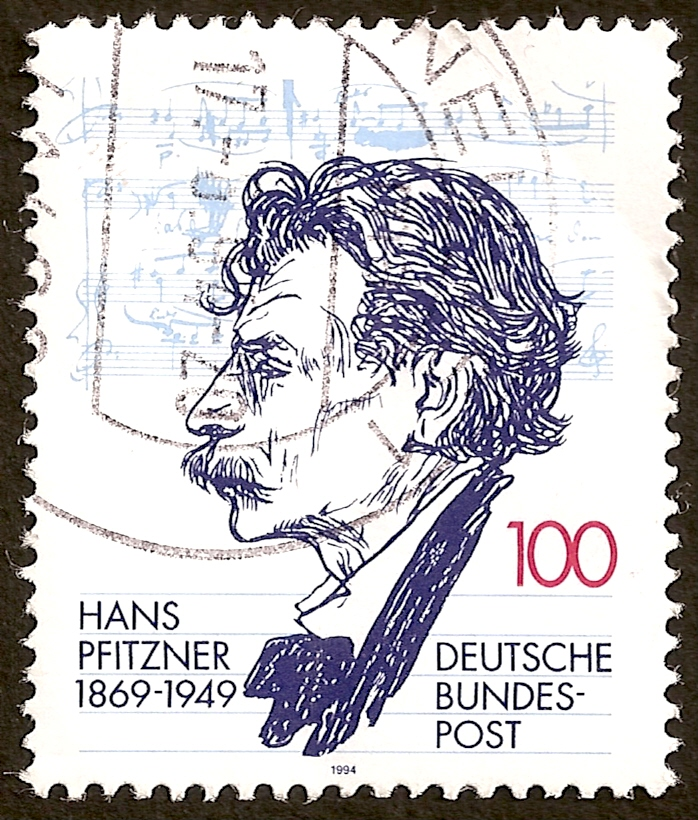
Hans Pfitzner.

### Vokalmusik
- Flera finstämda Lieder för röst och piano, med influenser av Hugo Wolf och Richard Strauss
- Några orkester-Lieder
- Körverk

### Operor
- Der arme Heinrich (1891-93, UA 1895)
- Die Rose vom Liebesgarten (1897-1900, UA 1901)
- Das Christ-Elflein op.20 (1906, UA 1906)
- Palestrina (1912-15, UA 1917) till eget libretto om tonsättaren Giovanni Pierluigi da Palestrina.
- Das Herz op.39 (1930-31, UA 1931)

### Scenmusik
- Das Fest auf Solhaug (1889-90) efter Ibsens skådespel
- Das Käthchen von Heilbronn op.17 (1905)
- Gesang der Barden für Die Hermannsschlacht (1906)

### Orkesterverk
- Scherzo c-moll (1887)
- Cellokonsert a-moll (1888)
- Pianokonsert Ess-dur op.31 (1922)
- Violinkonsert h-moll op.34 (1923)
- Symfoni ciss-moll op.36a (1932, Bearbetning av stråkkvartetten ciss-moll op.36)
- Cellokonsert G-dur op.42 (1935)
- Duo för violin, violoncell och liten orkester op.43 (1937)
- Liten symfoni G-dur op.44 (1939)
- Elegie und Reigen op.45 (1940)
- Symfoni C-dur op.46 (1940)
- Cellokonsert a-moll op.52 (1944)
- Krakauer Begrüßung op.54 för orkester (1944)
- Fantasie op.56 (1947)

### Kammarmusik
- Pianotrio B-dur (1886)
- Stråkkvartett nr 1 d-moll (1886)
- Cellosonat fiss-moll op.1 (1890)
- Pianotrio F-dur op.8 (1896)
- Stråkkvartett nr 2 D-dur op.13 (1902-03)
- Pianokvintett C-dur op.23 (1908)
- Violinsonat e-moll op.27 (1918)
- Stråkkvartett nr 3 ciss-moll op.36 (1925)
- Stråkkvartett nr c-moll op.50 (1942)
- Unorthographisches Fugato för stråkkvartett (1943)
- Sextett g-moll op.55 för piano, klarinett, iolin, viola, violoncell och kontrabas (1945)

### Pianomusik
- 5 Pianostycken op.47 (1941)
- 6 Studien für Klavier op.51 (1943)

## Priser och utmärkelser
- Goethepriset 1934